# Mất vị giác
Mất vị giác (ageusia) là sự mất đi các chức năng vị giác của lưỡi, đặc biệt là không có khả năng phát hiện vị ngọt, chua, đắng, mặn và umami (có nghĩa là "vị ngon"). Đôi khi người ta nhầm lẫn với chứng mất cảm giác vị giác - việc mất của các cảm giác về mùi. Bởi vì lưỡi chỉ có thể chỉ ra kết cấu và phân biệt giữa ngọt, chua, đắng, mặn và vị umami, hầu hết những gì được coi là vị giác thực sự bắt nguồn từ khứu giác. Mất vị giác hoàn toàn là tương đối hiếm so với mất vị giác một phần - chỉ việc mất đi một phần của vị giác - và thay đổi vị giác - chỉ việc biến dạng hoặc thay đổi hương vị cảm nhận được của lưỡi.

## Nguyên nhân
Các nguyên nhân chính của các rối loạn vị giác là chấn thương đầu, nhiễm trùng đường hô hấp trên, tiếp xúc với các chất độc hại, các nguyên nhân ăn mòn, thuốc men, bệnh rối loạn vị giác (" hội chứng bỏng miệng (BMS)") và COVID-19.
Chấn thương đầu có thể gây ra các tổn thương ở các vùng của hệ thần kinh trung ương có liên quan đến việc xử lý các kích thích vị giác, bao gồm đồi thị, thân não và thùy thái dương; nó cũng có thể gây ra tổn thương cho các đường dẫn thần kinh liên quan đến việc dẫn truyền các kích thích vị giác.

### Tổn thương thần kinh
Tổn thương mô đối với các dây thần kinh hỗ trợ lưỡi có thể gây ra chứng mất vị giác, đặc biệt là tổn thương dây thần kinh chorda tympani và dây thần kinh hầu họng. Dây thần kinh chorda tympani truyền vị giác cho hai phần ba phía trước của lưỡi và dây thần kinh hầu chuyển vị giác cho một phần ba phía sau của lưỡi. Các rối loạn thần kinh như liệt Bell, rối loạn chuyển hóa gia đình và bệnh đa xơ cứng gây ra các vấn đề tương tự đối với tổn thương thần kinh, cũng như một số tình trạng nhiễm trùng như bệnh não do amip nguyên phát. Dây thần kinh lưỡi (là một nhánh của dây thần kinh sinh ba V3, nhưng nó truyền cảm giác vị giác trở lại dây thần kinh tympani chorda đến hạch cơ của dây thần kinh mặt) cũng có thể bị tổn thương trong quá trình phẫu thuật tai, gây ra cảm giác có vị kim loại.